# Bananmyten

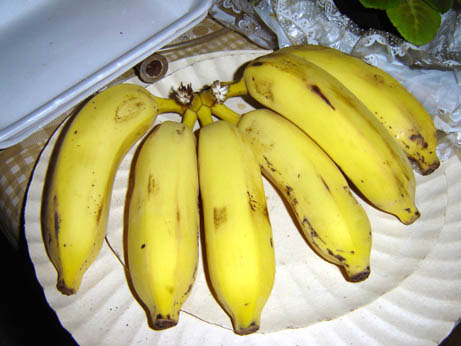
Bananer

Bananmyten är en myt som lyder att man genom att rosta eller på andra sätt preparera banan för att få fram hallucinogena effekter av restprodukterna. Myten existerar också för andra livsmedel, till exempel kanel. Myten har bland annat lett till slanguttrycket "banan" för hasch. Bakomliggande faktum till myten om Mellow Yellow (ungefär Det lugna gula) är att skalet, framförallt "fibrerna", faktiskt innehåller små mängder serotonin, vilket dock är värmekänsligt och därför inte kan rökas. Om stora mängder intas oralt (äts) kan en lokal stimulerande effekt uppstå i mag-tarm-kanalen. Detta skulle i så fall också ge diarré.
En möjlig uppkomst är bland hippies i slutet av 1960-talet. "Drogen" kallades av dessa för "mellow yellow". Donovan skrev av ovan nämnda anledning låten Mellow Yellow år 1966.